# Timothy Joseph Crowley
Timothy Joseph Crowley (Kilmallock, 16 gennaio 1880 – Calcutta, 2 ottobre 1945) è stato un vescovo cattolico irlandese.
Missionario della Congregazione di Santa Croce in Bangladesh, è stato vescovo di Dacca.

## Biografia
Entrò nel noviziato della Congregazione di Santa Croce a Notre Dame nel 1897: emise la professione dei voti di religione nel 1904 e fu ordinato prete nel 1906.
Fu assegnato alla missione della sua congregazione a Dacca e si dedicò all'evangelizzazione dei Garo. Fu direttore della St. Gregory School di Dacca dal 1912 e dal 1915 parroco di Tumilia.
Il 3 dicembre 1916 fu nominato vicario generale del vescovo di Dacca e fu superiore religioso del vicariato dal 1923.
Il 26 gennaio 1927 papa Pio XI lo elesse vescovo di Epifania di Cilicia in partibus e coadiutore di Dacca: fu consacrato dal vescovo di Dacca il 1º maggio successivo.
Dopo l'erezione della sede vescovile di Chittagong e lo smembramento del suo distretto dal territorio dal vescovato di Dacca, si occupò della riorganizzazione della diocesi.
Il 9 novembre 1929 succedette come vescovo di Dacca al dimissionario Amand-Théophile-Joseph Legrand.
Nel 1933 eresse la congregazione delle Associate di Maria, Regina degli Apostoli, composta da religiose indigene.

## Genealogia episcopale
La genealogia episcopale è:
- Cardinale Scipione Rebiba
- Cardinale Giulio Antonio Santori
- Cardinale Girolamo Bernerio, O.P.
- Arcivescovo Galeazzo Sanvitale
- Cardinale Ludovico Ludovisi
- Cardinale Luigi Caetani
- Cardinale Ulderico Carpegna
- Cardinale Paluzzo Paluzzi Altieri degli Albertoni
- Papa Benedetto XIII
- Papa Benedetto XIV
- Papa Clemente XIII
- Cardinale Marcantonio Colonna
- Cardinale Giacinto Sigismondo Gerdil, B.
- Cardinale Giulio Maria della Somaglia
- Cardinale Carlo Odescalchi, S.I.
- Cardinale Costantino Patrizi Naro
- Cardinale Serafino Vannutelli
- Cardinale Domenico Serafini, O.S.B.
- Vescovo Amand-Théophile-Joseph Legrand, C.S.C.
- Vescovo Timothy Joseph Crowley, C.S.C.